# محمدسعید شریفیان
محمدسعید شریفیان (زادهٔ ۱۳۳۳ در تهران) موسیقی دان ایرانی است. او آهنگساز موسیقی سمفونیک، موسیقی فیلم ،مجموعه‌های تلویزیونی و پژوهشگر در زمینه موسیقی است.
او در سی و یکمین جشنواره بین‌المللی موسیقی فجر برای آلبوم موسیقی «و اینک بی‌کرانگی» نامزد بهترین آلبوم و بهترین آهنگسازی و برای آلبوم موسیقی «به زمین و آفتاب» نامزد بهترین آهنگسازی بخش کلاسیک شد.

## تحصیلات
- کالج موسیقی لیدز
- فوق دیپلم موسیقی از دانشگاه هادرزفیلد
- فوق دیپلم در هنرهای تجسمی از دانشگاه لندن
- دیپلم نوازندگی فلوت و دیپلم‌های هارمونی و کنترپوان از کالج سلطنتی موسیقی لندن
- لیسانس و فوق لیسانس موسیقی با گرایش آهنگسازی از انستیتوی موسیقی کلچستر (دانشگاه انگلین)
- دکترا در فیزیک صوت و موسیقی الکتروآکوستیک دانشگاه پادوا ایتالیا

## آثار
- پوئم سمفونیک آرش کمانگیر.[۲]
- پوئم سمفونیک بر روی اشعار سعدی (در کنفرانس سران سازمان ملل متحد در سال ۱۹۸۸م)
- مجموعه لیدر بر روی اشعار حافظ.
- سمفونی سرداران.
- مجموعه آوازی روی اشعار میروسلاو هولوپ

## آلبوم‌ها
- آلبوم موسیقی «خسوف»
- آلبوم موسیقی «و اینک بی کرانگی»
- آلبوم موسیقی «به زمین و آفتاب»
- آلبوم موسیقی «سمفونی اروند»

## موسیقی فیلم
- مجموعه تلویزیونی هشت بهشت به کارگردانی: اکبر خواجویی (۱۳۶۹)
- فیلم سینمایی سیرک بزرگ به کارگردانی: اکبر خواجویی (۱۳۷۰)

## کتاب
- «هلال شب» (برای فلوت و گیتار)، انتشارات چنگ، تهران، ۱۳۷۱.
- «مجموعه قطعاتی برای پیانو» (انتشارات پارت ۱۳۹۲)[۳]